# Biette Cassinel
Biette Cassinel oder Biota Cassinelli (* um 1325; † um 1394) genannt „la belle Italienne“, die schöne Italienerin, war die Geliebte des Regenten und späteren Königs von Frankreich Karl V. der Weise. Sie war die erste offizielle Mätresse eines französischen Herrschers.
Biette Cassinel war die Tochter von François Cassinel († 1360), einem Sergeanten in der königlichen Armee, und Urenkelin von Bettino Cassinelli, der aus Italien nach Paris zugewandert war, wodurch der landmannschaftliche Teil ihres Beinamens erklärt wird. Sie war die Ehefrau von Gérard de Montaigu dem Älteren, was sie (und Karl V.) jedoch nicht daran hinderte, ihre Beziehung einzugehen.
Karl V. hatte im Jahr 1350 Johanna von Bourbon geheiratet und von ihr in den Jahren 1357 bis 1360 drei Kinder bekommen, darunter mit Johann (* wohl 1359) auch den erwarteten Thronfolger. Gleichzeitig war er seit 1356, ab der Schlacht von Maupertuis, in der sein Vater Johann II. in englische Gefangenschaft geriet, in der Verpflichtung, Frankreich stellvertretend zu regieren. Mit dem Frieden von Brétigny 1360 kam sein Vater wieder frei, und Karl konnte sich aus der unmittelbaren Verantwortung zurückziehen.
In dieser Situation befand er sich, als er sich von seiner Ehefrau ab- und Biette Cassinel zuwandte. Im Jahr 1363 bekam er von ihr einen Sohn, Jean, der den Familiennamen von Biettes Ehemann erhielt (de Montaigu), aber von Karl, der sich damit öffentlich zu Biette als seiner Mätresse bekannte, anerkannt wurde: Jean de Montaigu erhielt den Titel eines „Bâtard de France“.
1364 änderte sich die politische Situation erneut, als König Johann II. sich nach der Flucht seines Sohnes Ludwig von Anjou, der 1360 als Geisel für die aufzubringenden Zahlungen nach London gegangen war, freiwillig in Gefangenschaft begab. Karl trat ein zweites Mal als Regent an und wurde kurze Zeit später auch König, als Johann II. im April 1364 in London starb. Da zudem sein Sohn Johann in der Zwischenzeit ebenfalls verstorben war, sah er sich nun in der Verpflichtung, für den Erhalt der Familie zu sorgen. Er wandte sich erneut seiner Frau zu, von der er ab Juni 1366 weitere Kinder bekam, darunter im Dezember 1368 dann auch den ersehnten Thronfolger, den späteren Karl VI.
Es ist anzunehmen, dass Biette Cassinel die Beziehung zu Karl für sich und ihre Familie zu nutzen wusste, und dass sie sie auch aufrechterhalten konnte, nachdem Karl zu seiner Frau zurückgekehrt war. Ihr Bruder Ferry Cassinel wurde im Jahr 1375 Bischof von Lodève, später dann Bischof von Auxerre und schließlich sogar Erzbischof von Reims. Ihr Sohn mit Karl V. machte eine Karriere am königlichen Hof, die ihn unter Karl VI., seinem Halbbruder, bis an die Spitze der Regierung führte. Ihre ehelichen Söhne traten wie ihr Onkel in den Kirchendienst und wurden schließlich – lange nach ihrem Tod – Bischof von Paris bzw. Erzbischof von Sens
Biette Cassinel war die Mutter von:
- Jean de Montaigu (1363–1409), Berater der Könige Karl V. und Karl VI.
- Gérard de Montaigu dem Jüngeren († 1420), Bischof von Poitiers und Bischof von Paris
- Jean de Montaigu († 1415), Bischof von Chartres und Erzbischof von Sens

Sie trat bei der Beerdigung Karls V. im Jahr 1380 ein letztes Mal in der Öffentlichkeit auf.

## Nachfahren
Zu den Nachfahren Biette Cassinels gehören:   
- Winston Churchill (1874–1965)
- Manuel II. (1889–1932), letzter König von Portugal
- Umberto II (1904–1983), letzter König von Italien
- Juan Carlos I. (* 1938), König von Spanien
- Albert II. (* 1934), König der Belgier
- Diana, Princess of Wales (1961–1997) und durch sie
- Prinz William of Wales (* 1982)